# Giovanni Battista Ferrari (cardinal)
Pour les articles homonymes, voir Ferrari.
Giovanni Battista Ferrari, dit le cardinal de Modène ou encore le cardinal de Capoue (né en 1450 à Modène, Italie et mort le 20 juillet 1502 à Rome) est un cardinal italien du XVIe siècle.

## Biographie
Giovanni Battista Ferrari est chanoine à Modène et exerce diverses fonctions au sein de la curie romaine, notamment comme abbreviatoro et abbreviatore di parco maggiore des lettres apostoliques et comme référendaire. Il est nommé évêque de Modène, mais il n'y réside pas et fait gouverner le diocèse par des vicaires généraux. Ferrari est dataire apostolique et régent de la chancellerie apostolique.
Il est créé cardinal par le pape Alexandre VI lors du consistoire du 28 septembre 1500. Le cardinal Ferrari est promu archevêque de Capoue en 1501 et est abbé commendataire de S. Pietro di Rivalba, dans le diocèse de Turin. Il est empoisonné par son valet.